# Pteroidichthys
Pteroidichthys és un gènere de peixos pertanyent a la família dels escorpènids.

## Taxonomia
- Pteroidichthys amboinensis (Bleeker, 1856)[1][2][3]
- Pteroidichthys godfreyi (Whitley, 1954)[4][5][6][7][8][9]